# Kistevatten
Kistevatten är en sjö i Lilla Edets kommun i Bohuslän och ingår i Göta älv-Bäveåns kustområde. Sjön är 4,5 meter djup, har en yta på 0,013 kvadratkilometer och är belägen 132 meter över havet.